# Bohdan Kopczyński
Bohdan Kopczyński (ur. 22 października 1935 we Włodzimierzu Wołyńskim, zm. 15 maja 2020 w Szczecinie) – polski polityk i prawnik, adwokat, poseł na Sejm X i IV kadencji (1989–1991, 2001–2005).

## Życiorys
Syn Adolfa i Marii. Od 1952 pracował w Stoczni Szczecińskiej im. Adolfa Warskiego. W 1957 został absolwentem Wyższej Szkoły Marynarki Wojennej w Gdyni. Był zawodowym wojskowym, służył w Marynarce Wojennej. W 1965 ukończył studia na Wydziale Prawa Uniwersytetu im. Adama Mickiewicza w Poznaniu. W 1971 ukończył aplikację sędziowską, a w 1975 obronił doktorat z zakresu nauk prawnych. W 1980 został doradcą zarządu regionalnego Niezależnego Samorządnego Związku Zawodowego „Solidarność”, rok później został usunięty z Polskiej Zjednoczonej Partii Robotniczej i zwolniony z zawodowej służby wojskowej w stopniu komandora porucznika. W 1983 podjął praktykę w zawodzie adwokata, w 1990 założył własną kancelarię.
W 1989 został posłem X kadencji z ramienia Komitetu Obywatelskiego z okręgu świnoujskiego. W wyborach samorządowych w 1998 bezskutecznie ubiegał się o mandat radnego sejmiku zachodniopomorskiego z listy Akcji Wyborczej Solidarność. Ponownie został wybrany do Sejmu w 2001 z listy Ligi Polskich Rodzin w okręgu szczecińskim. W lutym 2003 został wykluczony z LPR, założył wówczas niewielkie ugrupowanie pod nazwą Stronnictwo Prawicy Demokratycznej. Zasiadał w sejmowej komisji śledczej do sprawy afery Lwa Rywina, gdzie pełnił funkcję zastępcy przewodniczącego. Był też wiceprzewodniczącym Komisji Ustawodawczej oraz członkiem Komisji Sprawiedliwości i Praw Człowieka. W 2005 nie ubiegał się o reelekcję, niedługo później jego partia zaprzestała działalności.
Pochowany na cmentarzu w Świnoujściu.

## Odznaczenia
W 1972 otrzymał Srebrny Krzyż Zasługi, a w 2014 Krzyż Wolności i Solidarności.